# Île du Trou
Île du Trou (deutsch: „Insel des Lochs“ im Riff) ist eine Insel der Seychellen.

## Geographie
Die Insel liegt im Atoll Cosmoledo in den Outer Islands im nördlichen Riffsaum zwischen der Île Goëlette im Osten und East North Island im Westen.